# Pandemia di COVID-19 a Montserrat
Il primo caso della pandemia di COVID-19 a Montserrat, entità territoriale appartenente ai territori d'oltremare britannici, è stato registrato il 18 marzo 2020.

## Antefatti
Il 12 gennaio 2020, l'Organizzazione mondiale della sanità (OMS) ha confermato che un nuovo coronavirus era la causa di una nuova infezione polmonare che aveva colpito diversi abitanti della città di Wuhan, nella provincia cinese dell'Hubei, il cui caso era stato portato all'attenzione dell'OMS il 31 dicembre 2019.
Sebbene nel tempo il tasso di mortalità della COVID-19 si sia rivelato decisamente più basso di quello dell'epidemia di SARS che aveva imperversato nel 2003, la trasmissione del virus SARS-CoV-2, alla base della COVID-19, è risultata essere molto più ampia di quella del precedente virus del 2003, e ha portato a un numero totale di morti molto più elevato.
L'isola aveva una popolazione di 4 649 abitanti censiti al 2018. I tamponi e i controlli per la COVID-19 sono stati eseguiti dall'Agenzia della sanità pubblica caraibica fino al 13 maggio 2020, giorno in cui l'isola di Monserrat ha ricevuto le attrezzature necessarie per effettuare autonomamente i test. Nell'isola è presente solo un piccolo ospedale, il Glendon, il quale non è dotato di attrezzature per la terapia intensiva. Per questo motivo, chi aveva bisogno di cure specializzate è stato curato ad Antigua o a Guadalupa.
Il 5 maggio 2023, l'Organizzazione mondiale della sanità dichiara ufficialmente la fine della pandemia.

## Andamento dei contagi
| Data                                                                         | Data       |  | Numero di casi | Numero di morti |
| ---------------------------------------------------------------------------- | ---------- |  | -------------- | --------------- |
| 18-03-2020                                                                   | 18-03-2020 |  | 1              | 0(N.D.)         |
| ⋮                                                                            | ⋮          |  | 1(=)           | 0(N.D.)         |
| 23-03-2020                                                                   | 23-03-2020 |  | 2(+100%)       | 0(N.D.)         |
| ⋮                                                                            | ⋮          |  | 2(=)           | 0(N.D.)         |
| 26-03-2020                                                                   | 26-03-2020 |  | 5(+150%)       | 0(N.D.)         |
| ⋮                                                                            | ⋮          |  | 5(=)           | 0(N.D.)         |
| 03-04-2020                                                                   | 03-04-2020 |  | 6(+20%)        | 0(N.D.)         |
| ⋮                                                                            | ⋮          |  | 6(=)           | 0(N.D.)         |
| 07-04-2020                                                                   | 07-04-2020 |  | 9(+50%)        | 0(N.D.)         |
| ⋮                                                                            | ⋮          |  | 9(=)           | 0(N.D.)         |
| 12-04-2020                                                                   | 12-04-2020 |  | 11(+22%)       | 0(N.D.)         |
| ⋮                                                                            | ⋮          |  | 11(=)          | 0(N.D.)         |
| 17-04-2020                                                                   | 17-04-2020 |  | 11(=)          | 0(N.D.)         |
| ⋮                                                                            | ⋮          |  | 11(=)          | 0(N.D.)         |
| 24-04-2020                                                                   | 24-04-2020 |  | 11(=)          | 1(N.D.)         |
| ⋮                                                                            | ⋮          |  | 11(=)          | 1(=)            |
| 29-04-2020                                                                   | 29-04-2020 |  | 11(=)          | 1(=)            |
| 30-04-2020                                                                   | 30-04-2020 |  | 11(=)          | 1(=)            |
| 01-05-2020                                                                   | 01-05-2020 |  | 11(=)          | 1(=)            |
| ⋮                                                                            | ⋮          |  | 11(=)          | 1(=)            |
| 08-05-2020                                                                   | 08-05-2020 |  | 11(=)          | 1(=)            |
| ⋮                                                                            | ⋮          |  | 11(=)          | 1(=)            |
| 14-05-2020                                                                   | 14-05-2020 |  | 11(=)          | 1(=)            |
| 15-05-2020                                                                   | 15-05-2020 |  | 11(=)          | 1(=)            |
| ⋮                                                                            | ⋮          |  | 11(=)          | 1(=)            |
| 10-07-2020                                                                   | 10-07-2020 |  | 12(+9.1%)      | 1(=)            |
| 11-07-2020                                                                   | 11-07-2020 |  | 12(=)          | 1(=)            |
| 12-07-2020                                                                   | 12-07-2020 |  | 12(=)          | 1(=)            |
| Fonti: - Governo di Montserrat - Ultimo aggiornamento: 12.07.2020, 11:00 GMT |            |  |                |                 |

## Cronologia

### Marzo 2020
Il 18 marzo viene confermato il primo caso nella territorialità di Montserrat. Il paziente aveva viaggiato da Londra ad Antigua prima di arrivare a Montserrat. Già il 13 marzo le autorità locali avevano notificato la presenza di un paziente positivo alla COVID-19 su quel volo e, per questo, vennero posti in quarantena e sottoposti a tampone tutti i passeggeri.
Il 23 marzo venne confermato il secondo caso. Il paziente non aveva viaggiato all'estero, rappresentando il primo caso di contagio locale.
Il 26 marzo vennero riportati altri tre casi di positività, portando il totale a cinque.

### Aprile 2020
Il 7 aprile il numero di positivi salì a otto casi.
Il 24 aprile venne annunciato il primo, e unico finora, decesso collegato alla COVID-19. Trattasi di una donna di 92 anni.
Il 25 aprile si segnarono due settimane consecutive nelle quali non venne registrato nessun nuovo caso di contagio.

### Maggio 2020
Il 6 maggio il Premier Joseph E. Farrell annunciò l'arrivo sull'isola delle attrezzature per effettuare i test per la COVID-19.
Il 12 maggio venne pubblicata una stima delle perdite per le imprese a causa della COVID-19, indicando una perdita di 3,6 milioni di dollari.
Il 15 maggio venne annunciata la guarigione dell'ultimo paziente positivo, rendendo Montserrat una zona momentaneamente senza casi di COVID-19.

### Luglio 2020
Il 10 luglio venne identificato un nuovo caso di positività. Il paziente ha dichiarato di essere rimasto sull'isola da marzo.

## Misure preventive
- 24 febbraio: restrizioni di viaggio verso la Cina (inclusi Hong Kong, Macao e Taiwan), Giappone, Malesia, Singapore, Corea del Sud, Thailandia e Iran.[26]
- 26 febbraio: le restrizioni di viaggio vengono estese anche nei confronti del Nord Italia.[27]
- 14 marzo: le scuole vengono chiuse e vengono vietati assembramenti di più di 50 persone.[28] Contemporaneamente vengono vietate le visite agli ospedali e nelle case di riposo.[29]
- 21 marzo: il limite massimo degli assembramenti vengono ridotti a 25 persone. Viene introdotta la quarantena di 14 giorni per tutti i viaggiatori.[30]
- 25 marzo: gli assembramenti vengono ulteriormente ridotti a massimo quattro persone. Viene istituito un coprifuoco tra le 19:00 e le 5:00. Vengono proibiti i viaggi non essenziali e viene istituito anche il divieto di accesso a tutti coloro non residenti sull'isola.[31]
- 28 marzo: dal 28 marzo al 14 aprile viene istituito un coprifuoco di 24 ore.[32]
- 9 aprile: entra in vigore la chiusura totale delle attività per sette giorni e il coprifuoco viene esteso fino al 30 aprile. L'11 e il 12 aprile viene consentito alle persone di fare acquisiti essenziali dividendo la popolazione in quattro gruppi in base al cognome.[33]
- 17 aprile: il lockdown viene esteso fino al primo maggio. Tra il 20 e il 22 aprile venne nuovamente consentito alla popolazione di uscire per fare acquisti essenziali, sempre sulla base della divisione per cognomi.[34]
- 29 aprile: viene annunciata una riapertura parziale, in vigore dal primo al sette maggio, per tutti i negozi considerati essenziali. Ai cittadini viene concesso di uscire dalle case unicamente per acquisti necessari e per limitata attività fisica.[35]
- 6 maggio: i cittadini possono uscire liberamente per acquisti necessari dal lunedì al venerdì dalle 5:00 alle 19:00. Vengono concesse attività in solitaria o con la partecipazione di non più di quattro membri dello stesso nucleo familiare dalle 5:00 alle 8:00 e dalle 16:00 alle 18:30.[22]
- 22 maggio: il coprifuoco viene modificato dalle 20:00 alle 5:00. Viene abolito il lockdown totale durante il fine settimana e tutti i negozi al dettaglio possono riprendere la propria attività. Ai ristorante viene concesso di aprire fornendo unicamente servizio per l'asporto. Aprono nuovamente i cantieri e le visite alle case di riposo e di cura sono concesse unicamente per i familiari.[36] Parrucchieri, chiese, autobus e taxi possono ricominciare a lavorare seguendo regole rigide. I bar, night club, palestre e scuole restano chiusi.[37]